# Steenderen
Steenderen è una località e ex-municipalità Paesi Bassi situata nel comune di Bronckhorst, nella provincia della Gheldria.
Nel 2005 è stato unito con Hengelo, Hummelo en Keppel, Vorden e Zelhem nel nuovo comune di Bronckhorst.